# 葡萄牙—西班牙關係
葡萄牙-西班牙关系描述的是葡萄牙共和国政府和西班牙王国政府之间的关系。由于这两个国家占伊比利亚半岛的绝大部分，因此，两国之间的关系有时被称为伊比利亚关系。
近年来，两国关系更加友好。这两个国家都是欧盟、欧元区、申根区和北约的全职成员国。
早在14世纪，葡萄牙和西班牙就已经是海上强国。葡萄牙最初是在一个面向大西洋的非洲海岸的地区进行勘探。在成功地做到这一点的过程中，它发现非洲一直是阿拉伯世界的主要黄金来源，由骆驼商队穿越撒哈拉沙漠带来。这促使亨利王子派遣探险队沿着非洲海岸向南行进。巴托罗缪·迪亚士和他的船员在南大西洋的大风将他们的船吹到非洲大陆的南端后，发现自己正在非洲东海岸航行。这一段现在被称为好望角。瓦斯科·达·伽马率领的探险队被派往印度执行外交和贸易任务。他沿着迪亚斯的路线一直走到东非的马林迪(肯尼亚)。达·伽马炮轰了这个城镇并劫持了印度人质。
葡萄牙在印度西南部的科钦港建立了一个商业哨所。1509年，另一位葡萄牙探险家迪奧戈·洛佩斯·西奎拉成功抵达了东南亚重要的贸易中心马六甲。
几年后，西班牙出现在大航海的舞台上。在彻底击败伊比利亚半岛上最后一个摩尔人(穆斯林)据点后，费尔南多国王和伊莎贝拉女王将注意力转向寻找海外新领土。
西班牙确信，随着克里斯托弗·哥伦布的远征，西班牙终于到达了亚洲。这次远征意义重大，因为他们发现了了美洲，这是一片广袤而又高度未知的土地，开启了一个探险和征服的时代，西班牙士兵探险家被称为“征服者”，征服了新大陆的大部分内陆地区。西班牙人瓦斯科·努涅斯·德·巴尔沃亚第一次穿越巴拿马地峡到达太平洋。葡萄牙航海家麦哲伦说服了卡斯提尔的查理一世资助一支探索太平洋的探险队。虽然麦哲伦在麦克坦岛被当地的统治者杀死，但西班牙探险家胡安·塞巴斯蒂安·埃尔卡诺和他剩下的船员得以继续航行，并按照麦哲伦的计划，把环游世界的好消息带给了卡斯提尔。

## 国家对比
|                  | 葡萄牙 葡萄牙共和国 (República Portuguesa)              | 西班牙 西班牙王国 (Reino de España)               |
| ---------------- | ------------------------------------------------------- | ------------------------------------------------- |
| 国旗和国徽       | 葡萄牙                                                  | 西班牙                                            |
| 人口             | 10,276,617                                              | 47,007,367                                        |
| 领土面积         | 92,212 km2 (35,603 sq mi)                               | 505,990 km2 (195,360 sq mi)                       |
| 人口密度         | 114.5/km2 (205/sq mi)                                   | 92/km2 (210/sq mi)                                |
| 政治体制         | 单一制半总统制宪政共和国                                | 单一制议会制立宪君主制                            |
| 首都             | 里斯本 – 505,526 (2,827,514都会区)                      | 马德里 – 3,223,334 (6,791,667都会区)              |
| 最大城市         | 里斯本 – 505,526 (2,827,514都会区)                      | 马德里 – 3,223,334 (6,791,667都会区)              |
| 官方语言         | 葡萄牙语                                                | 西班牙语                                          |
| 首任国家元首     | 阿方索一世 (1139-1185)                                  | 费尔南多二世 (1475–1516)                          |
| 现任政府首脑     | 总理 安東尼奧·科斯塔                                    | 首相 佩德羅·桑切斯                                |
| 现任国家元首     | 总统馬塞洛·雷貝洛·德索薩                                | 国王费利佩六世                                    |
| 主要宗教         | 81.0% 罗马天主教 8.3% 未知 6.8%无宗教 3.3% 其他基督宗教 | 68.9% 罗马天主教 6.8%无宗教 2.8%其他宗教 1.1%未知 |
| 种族             | 95.3%葡萄牙人 4.7%其他                                  | 89.7%西班牙人 10.33%其他                          |
| GDP (国际汇率)   | 2432.29亿美元 人均$23,731                               | 1.44万亿美元 人均$30,734                          |
| GDP (购买力平价) | $358.070 billion 人均$34,935                            | $2.016 trillion 人均$43,007                       |
| 货币             | 欧元 (€) – EUR                                          | 欧元 (€) – EUR                                    |
| 人类发展指数     | 0.850 (高) - 2018                                       | 0.893 (非常高) - 2018                             |

## 历史

### 收复失地运动
葡萄牙是伊比利亚半岛上的第一个统一的民族国家，相比于西班牙，葡萄牙于收复失地运动中，在阿方索·恩里克的带领下于1139年7月25日击败摩尔人，成为葡萄牙国王。1143年，莱昂王国国王阿方索七世和教宗亚历山大三世分别承认了葡萄牙的独立地位。
西班牙于1479年由卡斯提尔和阿拉贡的国王联盟开始，尽管直到1516年他们才有了一个统一的国王。在此之前，西班牙仅仅是指伊比利亚半岛的一个地理位置。只有在1812年的宪法中，西班牙才被称为“西班牙”(西班牙人)，同时国王被称为“西班牙国王”。1876年的宪法第一次采用了西班牙国家的名称“西班牙”，从那时起，国王们将使用“西班牙国王”的头衔。葡萄牙、卡斯提尔和阿拉贡是收复失地运动中的盟友，他们从伊比利亚半岛南部的穆斯林摩尔人手中夺回了土地。葡萄牙的收复失地运动在1249年完全实现，而卡斯提尔在1492年完成了它的收复失地运动。
1500年，葡萄牙王子、阿斯图里亚斯亲王、赫罗纳王子和维亚纳王子米格尔·达·帕斯逝世，统一伊比利亚半岛的希望也随之破灭。

### 海外探险
两国的托德西利亚斯条约将新世界划分为葡萄牙和卡斯提尔两部分。在15世纪，葡萄牙建造了越来越大的船队，并开始探索欧洲以外的世界，将探险者送往非洲和亚洲。几十年后，卡斯提尔也这样做了。1492年，在克里斯托弗·哥伦布第一次航行到加勒比海之后，这两个国家开始在新大陆获得领土。1494年托德西利亚斯条约的结果是，葡萄牙获得了最重要的殖民地巴西(南美洲大陆的大部分)，以及非洲和亚洲的一些属地，而卡斯提尔则获得了南美洲的其余部分和北美大陆的大部分属地，以及非洲、大洋洲和亚洲的一些属地，还将菲律宾作为重要的殖民地。这条分界线位于佛得角群岛(葡萄牙属地)和哥伦布第一次航行时宣称为卡斯提尔所属的的岛屿之间。虽然该条约为两大殖民帝国奠定了基础，但随后的许多条约重新的建立了巴西的现代边界，1529年的萨拉戈萨条约则重新划定了他们在亚洲的属地。

### 伊比利亚联盟

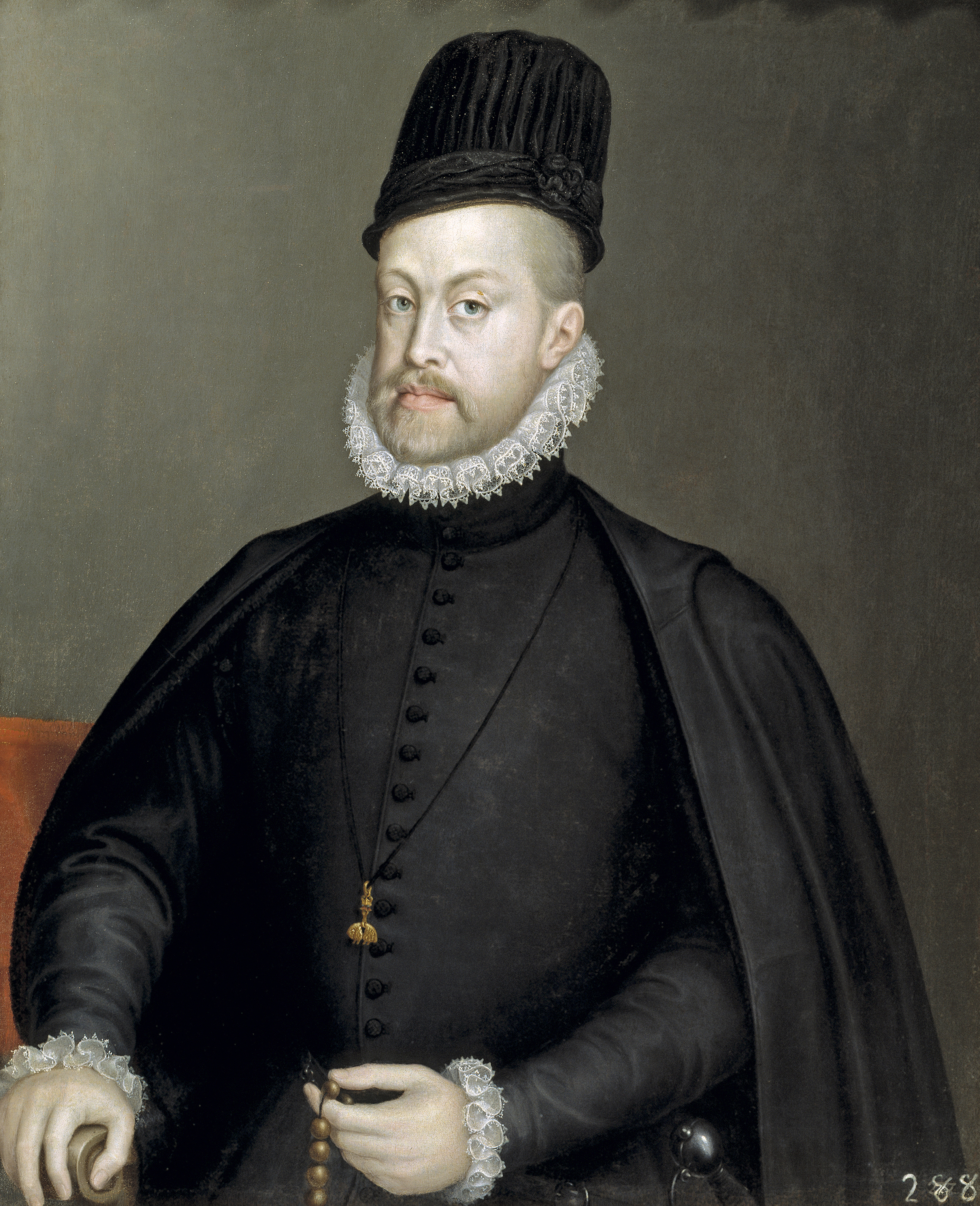
1580年，西班牙国王腓力二世加冕为葡萄牙国王腓力一世，他没有正式统一两个王国。

1578年，葡萄牙国王塞巴斯蒂昂在与摩洛哥人和土耳其人的三王战役中阵亡。他没有继承人，他的叔祖父恩里克一世继承了他的王位，直到去世。
恩里克也没有继承人，他的死引发了继承危机，西班牙的腓力二世和克拉圖修道長安東尼奧是主要的王位继承人。西班牙在葡萄牙继承战争中获胜后，腓力于1581年加冕为国王，开始了两国之间的个人联盟，即伊比利亚联盟，这导致了葡萄牙帝国在联盟时期的衰落。伊比利亚联盟持续了近60年，直到1640年葡萄牙王政复辟战争爆发，葡萄牙布拉干萨王朝成立。

### 18世纪
在18世纪的战争中，为了维持欧洲的力量平衡，主要大国经常交战，西班牙和葡萄牙通常处于对立的两方。葡萄牙则会与英国结盟，而西班牙通过波旁家族契约，与法国结盟。1762年，在七年战争期间，西班牙对葡萄牙发动了一次不成功的入侵。
1777年，两国在南美洲领土边界问题上发生了冲突。

### 19世纪和拿破仑时代
橘子战争是1801年的一场短暂冲突，在法国政府的煽动下，最终得到法国军队支持的西班牙军队入侵葡萄牙。它是半岛战争的前兆，导致了巴达霍斯条约，葡萄牙领土特别是奥利文萨的丧失，最终为西班牙和法国军队完全入侵伊比利亚半岛创造了条件。
1807年，西班牙国王和他的法国盟友成功地以异乎寻常的速度入侵葡萄牙，他们的入侵路线穿越了西班牙领土。然而，法国人决定接管这两个国家，并推翻了西班牙国王，迫使葡萄牙王室逃到葡萄牙殖民地巴西。西班牙和葡萄牙随后在几个世纪以来首次成为盟友，并与第一代威灵顿公爵阿瑟·韦尔斯利领导下的一支英国军队结盟，在一场被称为半岛战争的漫长而残酷的冲突之后，于1813年将法国人赶回了边境。
拿破仑倒台后，在19世纪早期，两国多次濒临战争。半岛战争结束后不久，两国都失去了美洲殖民地，这严重削弱了他们的全球实力。

### 20世纪30年代
上世纪30年代，两国都出现了类似的右倾、威权和民族主义政权。在葡萄牙，安东尼奥·德·奥利维拉·萨拉查于1933年创建了他的新国家政体。1936年，弗朗西斯科·佛朗哥发动了一场反抗西班牙政府的叛乱，经过三年的内战，他的西班牙国民军取得了胜利。
这两个国家在第二次世界大战中保持中立，尽管西班牙更倾向于纳粹德国。葡萄牙还与纳粹德国保持友好关系，向其提供钨等许多重要资源。由于14世纪葡萄牙与英格兰的联盟关系，葡萄牙也向英国提供各种产品，而且德国人必须立即付款，英国则可以赊欠。
第二次世界大战于1945年结束，随着盟国的胜利，葡萄牙和西班牙这两个国家变得越来越孤立，因为它们的政府是建立在旧战争的基础上的专制独裁政权，而不是整个西欧其他地区正在建立或重建的民主政权。
当其他欧洲殖民列强，如法国、英国和荷兰，在战后放弃他们的殖民帝国时，西班牙和葡萄牙却紧紧抓住他们在世界各地的领地不放。葡萄牙在非洲进行了一场代价高昂的殖民战争，1961年，印度入侵了葡萄牙的果阿地区。尽管西班牙和葡萄牙的共同利益显而易见，但两国在保卫各自帝国方面几乎没有合作。

### 结束孤立
1974年，一场名为“康乃馨革命”的军事政变结束了葡萄牙新国家政体的独裁统治。这使得西班牙越来越孤立于欧洲其他国家，这种情况一直持续到一年后佛朗哥去世，之后西班牙恢复了君主立宪制并接受了议会制民主。这两个民主国家在1977年签署了西班牙和葡萄牙友好合作条约，取代了1939年签署的伊比利亚条约，而当时两国都是独裁国家。
这两个国家给予其前殖民地独立，使其经济自由化，并开始了申请加入欧洲经济共同体的程序。1986年，这两个国家根据《里斯本条约》的批准正式加入欧共体，即现在的欧洲联盟。

## 当今
目前西班牙和葡萄牙的关系非常好。例如，它们在打击毒品贩运和森林火灾(夏季在伊比利亚半岛很常见)方面进行合作。同类型的政府促进了密切的关系;比如何塞·玛丽亚·阿斯纳尔和若泽·曼努埃尔·巴罗佐的保守主义政府，何塞·路易斯·罗德里格斯·萨帕特罗和若瑟·苏格拉底的社会民主党政府，以及佩德罗·桑切斯和安东尼奥·科斯塔之间的政府。若瑟·苏格拉底甚至声称他与萨帕特罗的私人关系是国际政治关系中最好的之一。
1998年，两国签署了阿布菲拉公约，这是一项关于共享杜罗河、塔古斯河和瓜迪亚纳河等跨界河流的协议。该公约取代了1927年签署的关于杜罗河的原始协议，该协议在1964年和1968年扩大，纳入了支流。阿布菲拉公约规定了公平使用水和环境问题。
2009年，两国曾联合申办2018年或2022年世界杯，但均未成功。
2020年，葡萄牙总理安东尼奥•科斯塔批评了荷兰财长的言论。此前，荷兰财长呼吁对西班牙宣称的缺乏应对2019冠状病毒大流行的预算能力展开调查，葡萄牙总理称这些言论“令人反感”。

## 纠纷

### 奥利文萨问题
在葡萄牙和西班牙边界上，关于奥利文萨市和塔利加市的领土争端尚未解决，这两个市镇目前都是西班牙埃斯特雷马杜拉巴达霍斯省的一部分。在1297年之前，奥利文萨一直处于葡萄牙的主权之下，1801年被西班牙占领，同年晚些时候根据巴达霍斯条约被葡萄牙正式割让。西班牙声称对奥利文萨拥有法律上的主权，理由是巴达霍斯条约仍然有效，而且从未被撤消。
葡萄牙声称对奥利文萨拥有法律上的主权，理由是在1807年西班牙在半岛战争中入侵葡萄牙时，巴达霍斯条约被其自己的条款撤销(该条款规定:违反任何条款将导致该条约的取消)，最重要的是，由于西班牙在1815年签署了维也纳条约，根据葡萄牙的说法，该条约承认奥利文萨为葡萄牙领土。

### 萨维奇群岛领海
最近，西班牙还就葡萄牙在葡萄牙主权下的萨维奇群岛(加那利群岛以北的一个小群岛)领海内的专属经济区发起了一场广泛的争端。西班牙反对的理由是，根据《联合国海洋法公约》第121条，萨维奇群岛没有一个单独的大陆架。因此，萨维奇群岛作为岛屿或岩石的地位是目前争端的核心，这主要是由于西班牙对捕鱼和矿物勘探的渴望。今天，萨维奇群岛构成了一个自然保护区，其住民是一个小型的葡萄牙海军陆战队战斗分队和马德拉自然公园的两个管理员。多年来，葡萄牙当局以非法捕鱼和盗窃灯塔和导航浮标为由，扣押了该地区周围的一些西班牙渔船和船员。

### 阿尔马拉斯核电站和核储存
截至2017年，西班牙已经批准在靠近葡萄牙和西班牙边境的阿尔马拉斯核电站(该核电站利用流入葡萄牙的塔古斯河当作冷却反应堆)附近建立一个核废料仓库，但没有进行任何磋商或影响研究。葡萄牙已将此事升级至欧盟。抗议活动原计划于2017年1月12日在西班牙领事馆附近举行，由伊比利亚反核运动组织，与此同时，葡萄牙和西班牙代表在马德里举行会议，结果陷入僵局，葡萄牙向欧盟抱怨，西班牙忽视了潜在的跨境影响，没有进行研究，这是违反欧盟规则的。
西班牙驻欧盟外交官豪尔赫·托莱多·阿尔比纳纳表示，无论葡萄牙如何抱怨，工作都将开始，未来300年仍具有放射性的铀棒将就地储存。

## 常驻外交使团
- 葡萄牙在马德里有大使馆，在巴塞罗那和塞维利亚有总领事馆，在维戈有副领事馆。[14]
- 西班牙在里斯本有大使馆，在波尔图有总领事馆。[15]

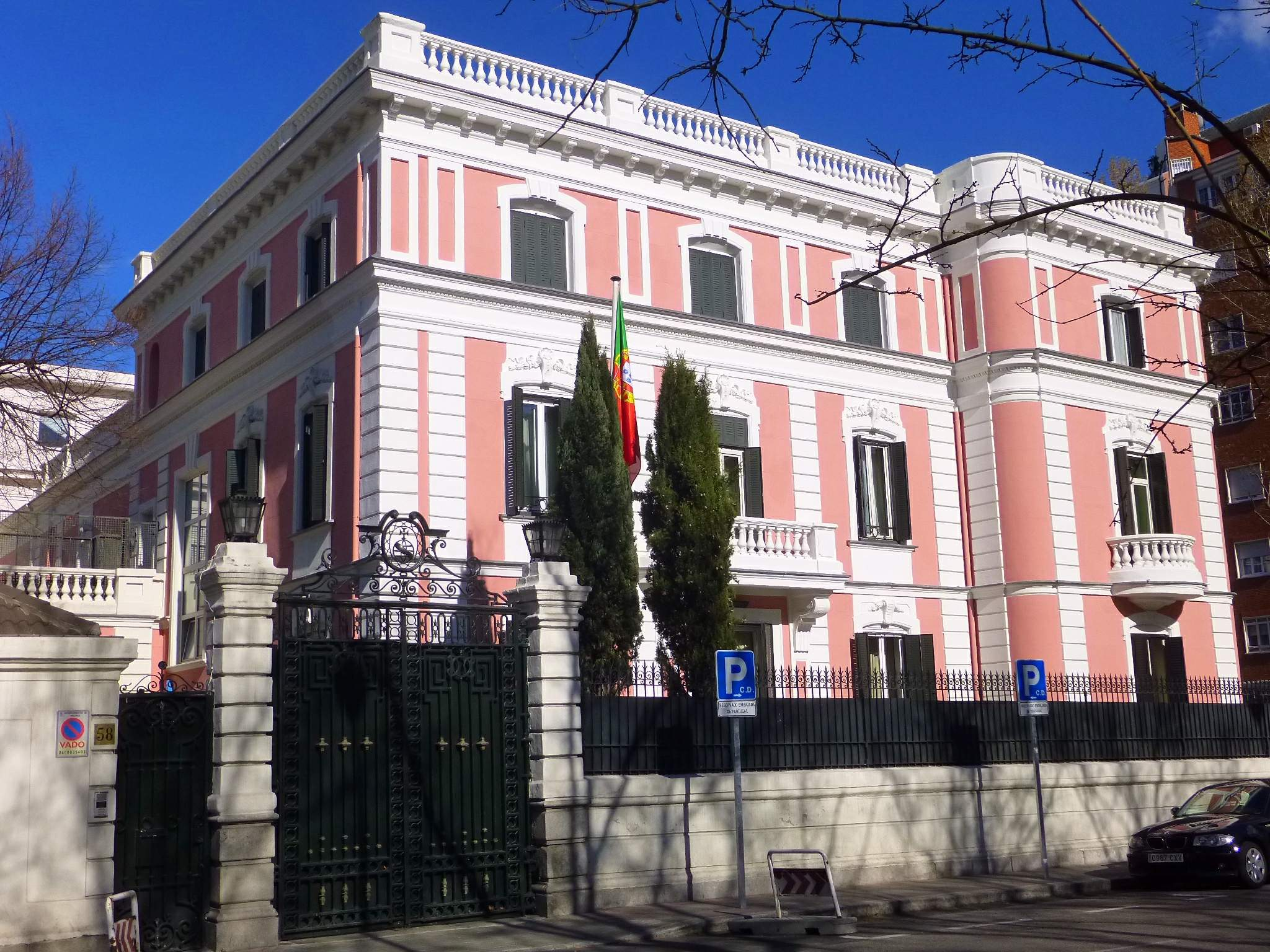
葡萄牙驻马德里大使馆
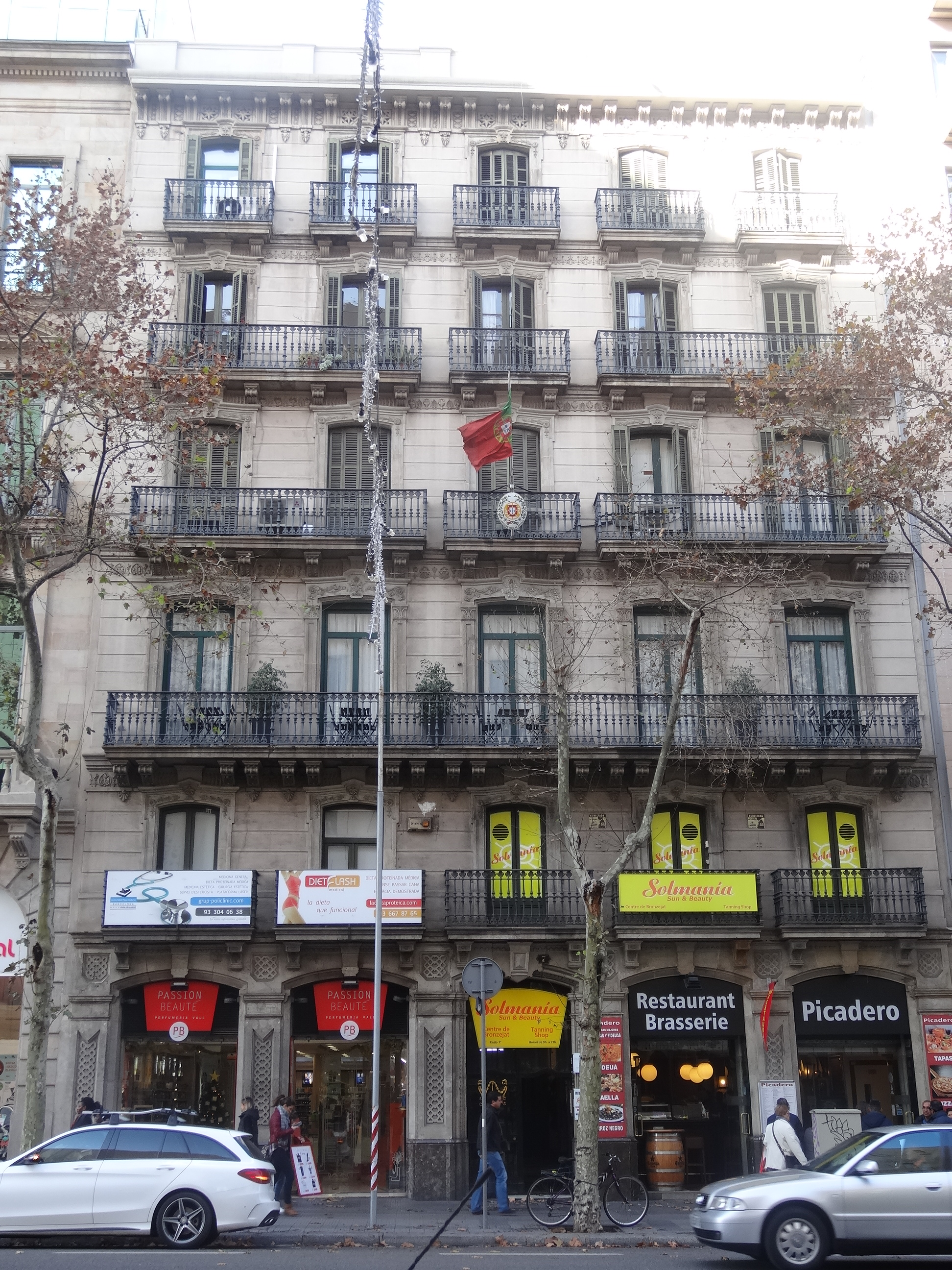
葡萄牙驻巴塞罗那总领事馆
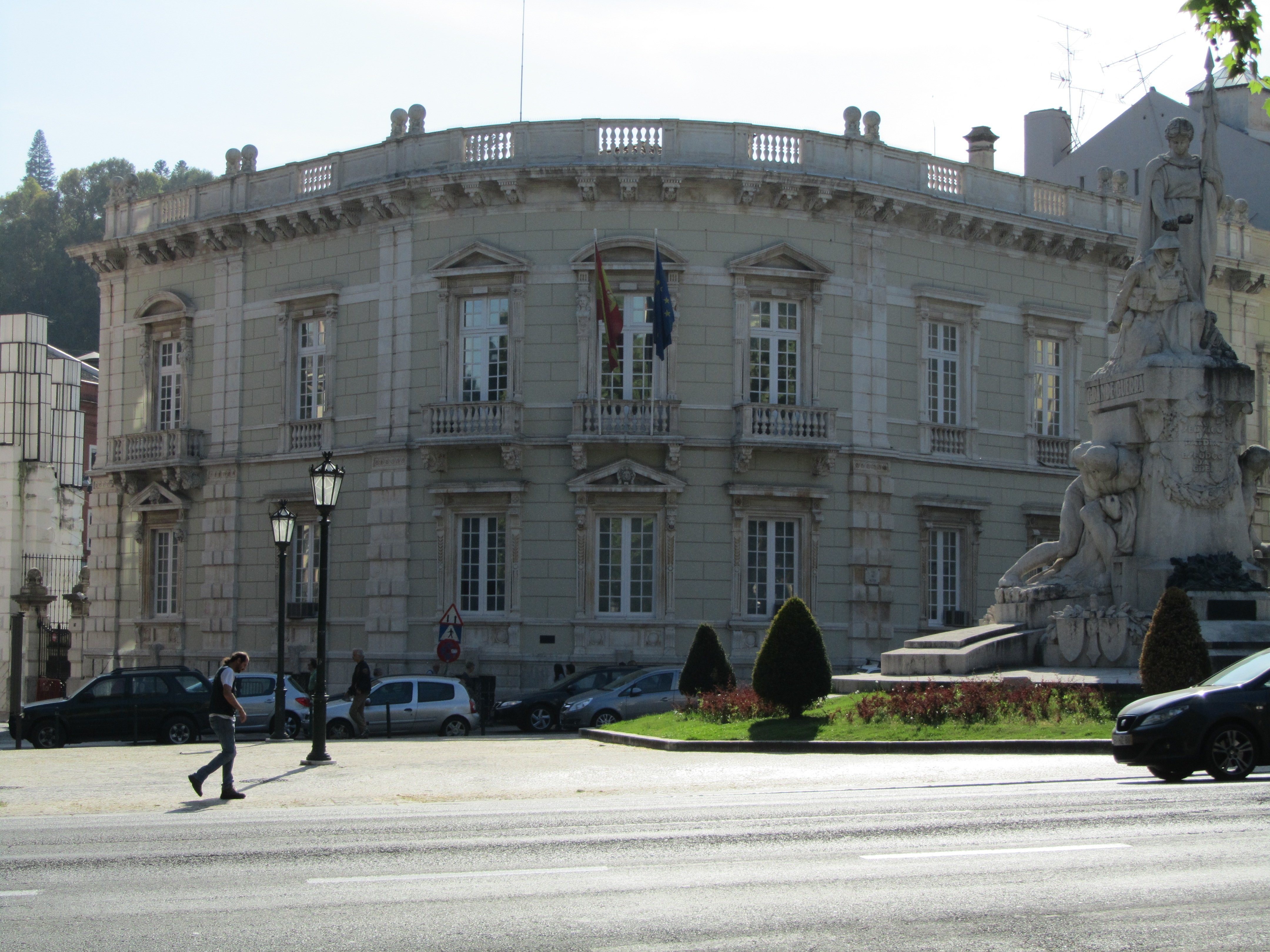
西班牙驻里斯本大使馆

## 延伸阅读
- Vicente, António Pedro. . Tribuna da História. 2003. ISBN 9789728799014.